# Avondhu House Hotel
Das Avondhu House Hotel ist ein ehemaliges Hotel und heutiges Wohngebäude in der schottischen Stadt Grangemouth in der Council Area Falkirk. 1987 wurde das Bauwerk in die schottischen Denkmallisten in der Kategorie B aufgenommen.

## Beschreibung
Das Gebäude liegt im Nordosten von Grangemouth abseits der Bo’ness Road (A904) unweit der zugehörigen Villa Avon Hall. Es wurde im Jahre 1878 für John Fairley fertiggestellt. Als Architekt zeichnet J. M. McLaren für die Planung verantwortlich. Zusammen mit Avon House handelt es sich um McLarens erstes eigenständig geplantes Bauwerk. 1877 wurde es in der Fachzeitschrift The British Architect vorgestellt. Das aus zu Quadern behauenem Naturstein bestehende, zweistöckige Gebäude ist asymmetrisch aufgebaut. Den aufwändig gestalteten, vorspringenden Eingangsbereich ziert eine auskragende Balustrade. Die nordexponierte Frontseite wird von einem halbelliptisch hervortretenden Turm mit Fries dominiert. Das aus dem Kegeldach herausragende Dachfenster ist mit einem Architrav versehen und von Obelisken flankiert. Zur Rechten ragt ein markanter, hoher Schornstein auf. Rückwärtig geht ein einstöckiger Wirtschaftsflügel ab.